# Народный комиссариат местной промышленности БССР
Народный комиссариат местной промышленности Белорусской ССР был образован 3 сентября 1934 года на базе Народного комиссариата легкой промышленности БССР согласно Постановлению Центрального Исполнительного Комитета и Совета Народных Комиссаров БССР «О создании Народного комиссариата местной промышленности БССР и о ликвидации Народного комиссариата легкой промышленности БССР». С 1946 года заменен на Министерство местной промышленности БССР.

## Народные комиссары
- Август Янович Балтин (1934—1937);
- Иван Семенович Коровин (1938[1]);
- Яков Наумович Каган (1939—1944);
- Дмитрий Дмитриевич Лапета (1944[2] — 1946).